# Tablas-Straße
Die Tablas-Straße ist eine Meeresstraße im philippinischen Archipel und verbindet die Sibuyan-See im Nordosten mit der Sulusee im Südwesten. Nördlich liegt die Bucht von Tayabas und im Nordwesten die Isla-Verde-Straße.
Im Westen befindet sich die Insel Mindoro, im Südosten Panay, im Osten Tablas und im Nordosten Marinduque. 
Im Süden der Meerenge liegen die Caluya-Inseln, mit den Inseln Semirara und Sibay.
In den Gewässern der Tablas-Straße fand am 31. Juli 1646 die dritte der fünf Seeschlachten der La Naval de Manila statt, die in die Geschichte der Philippinen als Sieg über die Niederlande eingingen.
In der Nacht vom 15. auf den 16. Juli 1973 versank vor er Insel Maestro de Campo die Fähre Mactan. Von den 680 Passagieren konnten 657 gerettet werden.
Am 20. Dezember 1987 stieß hier die Passagierfähre Doña Paz mit dem Öltanker Vector zusammen und sank – mehr als 4000 Menschen starben dabei.

## Einzelnachweise

Die Tablas-Straße westlich der Sibuyan-See